# Diverworking
Diverworking es un concepto de management vinculado con las nuevas técnicas de administración de empresas para potenciar las habilidades directivas, aumentando así la rentabilidad de los recursos empresariales. El objetivo es gestionar a las personas y a los equipos de la empresa con la finalidad de que las personas disfruten con lo que hacen, aportando un beneficio directo a los trabajadores pero también para la empresa.  
Diverworking aplicado tiene un fuerte impacto sobre la productividad y los resultados de la compañía a corto plazo. 

## Herramientas
El poder desarrollar Diverworking en las Organizaciones depende exclusivamente de las actitudes decisivas de los responsables de esa Organización. Los CEOs y los Mandos Altos son quienes antes que nadie, deben definirse por esta visión. 
Las Organizaciones que sus responsables se arriesgan al cambio son aquellas que marcan las grandes diferencias frente a sus competidores. Directivos divertidos generan funcionarios divertidos; los Directivos amargados y enojados generan esas mismas cosas en sus subalternos.
Diverworking baja a toda la Organización, comienza por la cabeza e inunda al cuerpo empresarial. Es una decisión contraria a las existentes ya aprendidas de una escuela que funcionó hasta el siglo XX donde los empleados funcionan como máquinas, no piensan, solamente obedecen. 
Este Siglo XXI viene en la busca de Diverworking como herramienta.

## Que es Diverworking
Es una moderna herramienta que lleva a una relación fresca entre las personas para que "trabajar no cueste trabajo".  Separa la responsabilidad y el compromiso de los gritos, miedos, enojos, amenazas. Es un trabajo en el "ser" de los responsables máximos, muy fácilmente aplicable a toda la organización y de rápidas consecuencias creativas y económicas.
Las experiencias personales de los Consultores especialistas en esta materia, son las que permiten avanzar en los caminos de Diverworking, donde la música del jazz y los juegos interactivos inspiran a nuevas relaciones. En Diverworking se unen los negocios con el ritmo, la diversión con el trabajo, "Business and Swing".
Diverworking lleva a las personas a relacionarse como en las épocas de niños, donde todos pueden jugar, todos se involucran en el mismo juego, todos son parte de él, todos participan del mismo y todos celebran juntos.

## Referentes históricos previos
La dirección de Recursos Humanos (RRHH) a la hora de hacer coincidir la estrategia de la organización con las políticas de RRHH, tiene la capacidad de implantar los objetivos a través de las personas. El proceso administrativo empresarial de La Escuela Burocrática creada por Max Weber (1864 – 1920) topó con el problema de que no era bastante productiva, de ahí nació la Escuela de Relaciones Humanas a raíz de la línea de investigación de Elton Mayo (1880 – 1949) y su concepto del trabajador como elemento social, siguiendo el antiguo principio de Robert Owen (1771 - 1858) que veía a los trabajadores como máquinas vitales.
Implicar y motivar a las personas, ya no a trabajadores, es un objetivo común que pasa por la toma correcta de las decisiones como James March y Herbert Simon (1916 – 2001) estudiaron en su Teoría de la decisión en los años 1970. Racionalizar el proceso de toma de decisiones ha sido el primer paso hacia la innovación que supone la implantación de conceptos como el Diverworking o el Ownsourcing.
Tom Kelley  y su libro “The art of innovation”(Currency/Doubleday, 2001) han sido, junto a Gary Hamel  y su texto “Reinvent your Company” (Fortune – junio de 2000), las claves del nuevo salto en la evolución de la administración de empresas. Las personas han de compartir la diversión de descubrir nuevas cosas para invitar a los demás a colaborar para ser más rápidos y eficientes, creando así el clima de colaboración y comunicación que la empresa actual necesita.

## Cómo es una empresa orientada a la diversión
El objetivo clave es que las personas que trabajan en una organización empresarial vivan la marca como si fuera suya. Para que esto ocurra, las personas han de estar formadas e informadas: la información debe fluir en la organización a través de una buena comunicación interna. Las personas deben estar motivadas, a través de la diversión segmentada, para compartir los beneficios cuando se consiguen los objetivos propuestos en la empresa. 
El éxito no depende del proyecto si no de la actitud de las personas implicadas en él. Diverworking propone una organización con personas con la actitud necesaria para el éxito gracias a una filosofía de trabajo que ha de impregnar a toda la organización de arriba hacia abajo y ha de contagiarse en todas direcciones. 
En el management a través del Diverworking la palabra diversión es sinónimo de implicarse y ganar, como en un juego, como en el deporte. Los empleados felices son más productivos, aumentando la motivación y disminuyendo el estrés. 
Leslie A. Yerkes en su artículo “When you lead with fun, people follow with success” (Innovative Leader – Volume 6 - Number 9, 1997), nos cuenta que se debe elegir entre gestionar personas “by fear or by fun” (a través del miedo o de la diversión). El miedo es un motivador eficiente, al menos a corto plazo, consiguiendo que el trabajador ejecute objetivos, pero sin lealtad ni compromiso lo contrario que sucede con una gestión basada en el Diverworking.
El Día de la Diversión en el Trabajo se celebra el 1 de abril.

## Beneficios en el proceso administrativo
- Reduce el estrés y permite afrontar mejor los problemas 
- Atrae y retiene el talento, las personas más valiosas para la organización 
- Fortalece la motivación individual y colectiva
- Estimula la innovación
- Aumenta la creatividad
- Mejora el proceso de toma de decisiones
- Mejora la comunicación interna
- Favorece el aprendizaje
- Cohesiona los equipos humanos y mejora el trabajo en equipo

## Un caso práctico: Google
Google figura entre las 5 mejores empresas del mundo para trabajar, según el Fortune Magazine. Larry Page, cofundador de Google, tiene la filosofía de que el trabajo debe ser un reto y que los retos deben ser divertidos.
La prioridad de Google son los usuarios, en lo que respecta al día a día lo primero son los empleados dando mucha importancia al trabajo en equipo y elogiando los logros individuales que contribuyen al éxito global de la empresa. Las ideas se intercambian, se ensayan y se llevan a la práctica a una velocidad que puede resultar vertiginosa. Las reuniones son poco más que una conversación en la cola de la cafetería: son verdaderas fiestas musicales. 
Google siempre busca personas que compartan su obsesivo compromiso por lograr la perfección en el proceso de búsqueda y que se diviertan haciéndolo como explica en su cultura de empresa .